# Design Dream. Pojedynek na wnętrza
Design Dream. Pojedynek na wnętrza – polski program telewizyjny typu reality show oparty na formacie Design Dream, emitowany na antenie telewizji Polsat. Jego prowadzącą została Anna Wyszkoni.
Producentem wykonawczym programu zostało przedsiębiorstwo Rochstar. Audycja jest przedsięwzięciem typu branded content (materiał markowy, treść oznakowana marką); partnerem i sponsorem programu została Ikea.
Wszystkie wyemitowane odcinki programu nadawca udostępnił w serwisie ipla; możliwe było oglądanie w nim również premiery – równolegle do emisji w telewizji. W sierpniu tego samego roku odcinki pierwszej edycji programu znalazły się w nowym serwisie nadawcy – Polsat Go.

## Zasady programu
Zadaniem uczestników jest zaprojektowanie i urządzenie wnętrza zgodnie z wytycznymi bohaterów odcinka (rodziny potrzebującej nowego urządzenia pokoju w swoim mieszkaniu). Projekty oceniają jurorzy; oni też decydują o tym, który uczestnik odpada z programu. Sposród projektów zawodników, którzy awansowali do kolejnego odcinka, zaproszona rodzina wybiera jeden, który zostanie następnie wykonany w ich domu. Autor tego wnętrza otrzymuje dodatkowy przywilej w kolejnym odcinku programu. W odcinku finałowym autor wybranego projektu wygrywa program (jury nie podejmuje decyzji). Zwycięzca programu otrzymuje 100 000 złotych.

## Ekipa
Prowadzący
| Prowadzący    | Edycja |
| Prowadzący    | 1.     |
| ------------- | ------ |
| Anna Wyszkoni | ●      |

Jurorzy
| Juror          | Edycja |
| Juror          | 1.     |
| -------------- | ------ |
| Anna Cybulska  | ●      |
| Jakub Szczęsny | ●      |

## Spis edycji
| Edycja | Edycja | Sezon       | Odcinki | Premiera     | Finał            | Pora emisji     |
| ------ | ------ | ----------- | ------- | ------------ | ---------------- | --------------- |
|        | 1.     | wiosna 2021 | 1–6 (6) | 7 marca 2021 | 11 kwietnia 2021 | niedziela 17.40 |

Premierowy odcinek na antenie telewizji Polsat obejrzało średnio 838 tys. widzów. Premiery dwóch następnych odcinków zobaczyło kolejno 686 tys. i 785 tys. osób. Średnia oglądalność całej serii (premier w telewizji) ukształtowała się na poziomie 692 tys. osób.

## Uczestnicy
Na podstawie materiału źródłowego:.
| Miejsce | Imię i nazwisko      |
| ------- | -------------------- |
| 1.      | Anna Mazur           |
| 2.      | Monika Bonecka-Turek |
| 3.      | Karol Smagacz        |
| 4.      | Marcin Pajewski      |
| 5.      | Weronika Szczepaniak |
| 6.      | Agnieszka Kumuda     |

Anna Mazur odpadła w drugim odcinku, ale powróciła w czwartym, ponieważ Weronika Szczepaniak opuściła program z powodu zarażenia koronawirusem. W trzecim odcinku nikogo nie wyeliminowano.